# Zuiderhof (Hilversum)
De Zuiderhof is een begraafplaats en crematorium in Hilversum.
De begraafplaats is gelegen vlak naast de Hoorneboegse Heide en het adres is Kolhornseweg 13.
De galerij is ontworpen door de architect Willem Marinus Dudok (1884-1974), net als de gebouwen op de wat oudere Noorderbegraafplaats in Hilversum.
Eind 2015 is de bouw van het crematorium gestart op basis van een ontwerp van Bierman Henket architecten. Het gebied rondom het voorplein is opnieuw ingericht. In een bestaand bijgebouw is een kantoor en as-uitgifte gerealiseerd. In de voormalige werkplaats is inpandig nu het een crematorium. De voormalige dienstwoning is getransformeerd naar een condoleance- en koffieruimte, die ook als kleine aula gebruikt kan worden. Tussen beide gebouwen is een verstilde tuin aangelegd met zicht op het naastgelegen natuurgebied Zuiderheide. Op 29 juli 2016 is het nieuwe crematorium geopend.

## Bekende Nederlanders begraven op de Zuiderhof
- Aart van Bergeijk (1946-1991)
- Johan Bodegraven (1914-1993)
- Cor Bruijn (1883-1978)
- Cor Steyn (1906-1965) Musicus
- Willy Ruys (1909-1983) acteur